# جوركيم سفينديك
جوركيم سيفينديك (بالتركية: Görkem Sevindik)‏(من موليد 17 أكتوبر 1986 في أضنة) هو ممثل تركي. درس التمثيل في مركز مجدت جيزين للفنون. ظهر لأول مرة في التلفزيون عام 2010 من خلال تصوير شخصية بوساط في وادي الذئاب الكمين بعد ظهوره لفترة وجيزة في مسلسل قلبي اختارك انت. حصل تقدم آخر في حياته المهنية في دور في المسلسل التلفزيوني الشهيرالعهد.

## روابط خارجية
- جوركيم سفينديك على موقع IMDb (الإنجليزية)
- جوركيم سفينديك على موقع قاعدة بيانات الفيلم (الإنجليزية)